# 316

316(삼백십육)은 315보다 크고 317보다 작은 자연수다.

## 수학
- 합성수로, 그 약수는 1, 2, 4, 79, 158, 316이다. 진약수의 합은 244이므로, 316은 부족수다.
- 8번째 십삼각수다. 앞의 십삼각수는 238, 다음은 405다.
- 15번째 중심있는 삼각수다. 앞의 중심있는 삼각수는 274, 다음은 361이다.
- 10번째 중심있는 칠각수다. 앞의 중심있는 칠각수는 253, 다음은 386이다.
- {\displaystyle 23^{6}-1}은 316으로 나누어떨어진다.

## 과학
- NGC 316(영어판): 물고기자리 방향에 있는 항성.

## 교통

### 철도
- 수도권 전철 3호선 원당역의 역번호.
- 부산 도시철도 3호선 체육공원역의 역번호.
- 대구 도시철도 3호선 칠곡운암역의 역번호.

### 도로
- 일본 316번 국도(일본어판): 야마구치현 나가토시에서 산요오노다시까지 이어지는 일본의 국도.
- 현도 제316호선

## 군사
- U-316(영어판): 제2차 세계 대전에 사용된 나치 독일의 군용 잠수함.

## 문화유산
- 대한민국의 국보 제316호: 완주 화암사 극락전
- 대한민국의 보물 제316호: 청도 운문사 원응국사비
- 대한민국의 사적 제316호: 서산 보원사지

## 방송
- U+ TV의 카툰네트워크 채널 번호.

## 기타
- 날짜: 3월 16일
- 연도: 316년, 기원전 316년